# Serie A 1951 (pallavolo femminile)
La Serie A femminile FIPAV 1951 fu la 6ª edizione del principale torneo pallavolistico italiano femminile organizzato dalla FIPAV.

## Regolamento e avvenimenti
Al torneo presero parte 6 squadre, che disputarono un girone unico all'italiana con gare di andata e ritorno da cinque set. Fari Brescia e Invicta Trieste conclusero il torneo appaiate al primo posto; per assegnare il titolo fu necessario uno spareggio, disputato a Verona il 2 luglio 1951, per 3-2 (8-15, 15-11, 15-10, 13-15, 15-10) dalla compagine lombarda.

## Classifica
| Pos. | Squadra                | Pt | G  | V | P | SV | SP |
| ---- | ---------------------- | -- | -- | - | - | -- | -- |
| 1.   | Fari Brescia           | 16 | 10 | 8 | 2 | 28 | 11 |
| 2.   | Invicta Trieste        | 16 | 10 | 8 | 2 | 26 | 12 |
| 3.   | Lega Nazionale Trieste | 12 | 10 | 6 | 4 | 24 | 16 |
| 4.   | Fari Bergamo           | 6  | 10 | 3 | 7 | 15 | 23 |
| 5.   | Pavoniana Brescia      | 6  | 10 | 3 | 7 | 10 | 23 |
| 6.   | Indomita Modena        | 4  | 10 | 2 | 8 | 10 | 28 |

| Campione d'Italia |

## Risultati

### Tabellone
|                   | Bergamo | Brescia Fari | Brescia Pavoniana | Modena | Trieste Invicta | Trieste LN |
| ----------------- | ------- | ------------ | ----------------- | ------ | --------------- | ---------- |
| Bergamo           | XXX     | 1-3          | 3-0               | 3-1    | 1-3             | 3-1        |
| Brescia Fari      | 3-0     | XXX          | 3-0               | 3-1    | 1-3             | 3-1        |
| Brescia Pavoniana | 3-2     | 0-3          | XXX               | 3-0    | 1-3             | 0-3        |
| Modena            | 3-2     | 0-3          | 0-3               | XXX    | 1-3             | 3-2        |
| Trieste Invicta   | 3-0     | 3-2          | 3-0               | 3-0    | XXX             | 3-1        |
| Trieste LN        | 3-0     | 3-2          | 3-0               | 3-1    | 3-1             | XXX        |

## Fonti
- Filippo Grassia e Claudio Palmigiano (a cura di). Almanacco illustrato del volley 1987. Modena, Panini, 1986.